# Ajn Arnát repülőtér
Az Ajn Arnát repülőtér (IATA: QSF, ICAO: DAAS) Algéria egyik nemzetközi repülőtere, amely Szétif közelében található. Éves utasforgalma 25 964 fő (2020).

## Futópályák
A repülőtér futópályái:
- 09/27 (2895 m)

## Légitársaságok és úticélok
2025-ben a Ajn Arnát repülőtérről az alábbi járatok indulnak (Utoljára frissítve: 2025-03-4):
| Légitársaság     | Célállomások               |
| ---------------- | -------------------------- |
| Air Algérie      | Algiers, Lyon, Párizs–Orly |
| Tassili Airlines | Algiers, Oran              |
| Transavia        | Párizs–Orly                |
| Volotea          | Lyon, Marseille            |

## Forgalom
Az utasforgalom az elmúlt években az alábbi módon változott:
| Utasok száma | 90 768 | 203 791 | 218 056 | 203 856 | 208 955 | 218 818 | 236 512 | 248 225 | 223 896 | 25 964 |
|              | 2006   | 2008    | 2009    | 2011    | 2012    | 2014    | 2015    | 2017    | 2018    | 2020   |